# RO-KA-TECH

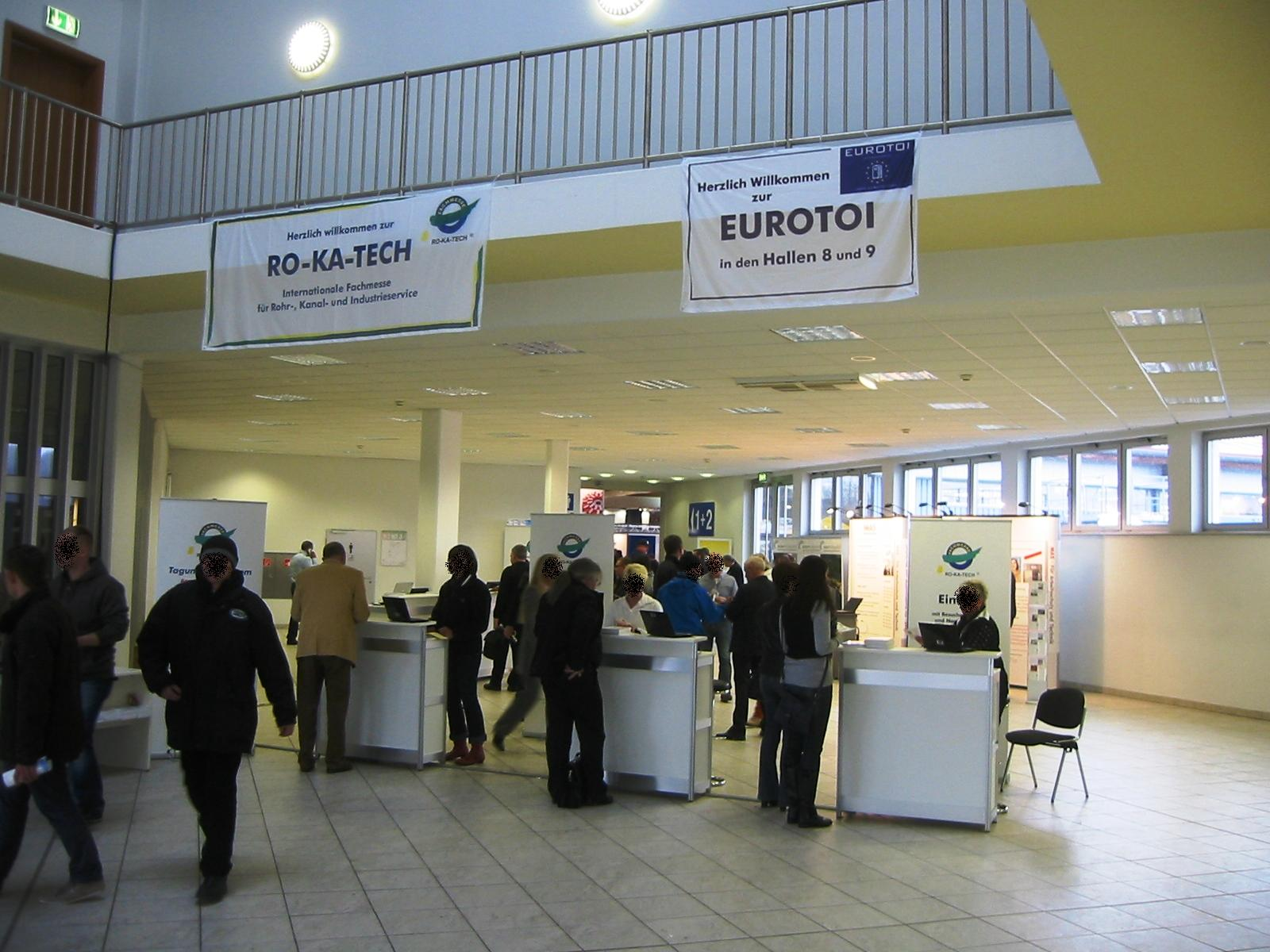
Eingangsbereich der RO-KA-TECH, März 2013

Die RO-KA-TECH ist eine internationale Fachmesse in Kassel, auf der Produkte und Dienstleistungsangebote für die unterirdische Abwasserinfrastruktur angeboten werden. Sie gilt als Europas größte Fachmesse. Die nächste RO-KA-TECH findet vom 20. bis 23. April 2027 statt.

## Konzept
Zu den Ausstellungsschwerpunkten gehören die Präsentation von Geräten und Verfahren zur Reinigung, Inspektion und grabenlosen Sanierung von abwassertechnischen Anlagen. Gezeigt werden Rohr- und Kanalreinigungsmaschinen, Geräte zur Rohrsanierung (z. B. durch Schlauchlinertechnologie) und zur Durchführung von Dichtheitsprüfung sowie Saug- und Spülfahrzeuge. Weiterhin stellen Unternehmen branchenspezifische Kameraausrüstungen, Gaswarngeräte, Kanal- und Schachtinspektionstechnik sowie Roboter- und Ortungstechnik aus. Ein weiterer Schwerpunkt sind Informationen über die Ausbildung zum Umwelttechnologen für Rohrleitungsnetze und Industrieanlagen sowie darauf aufbauende Weiterbildungsmöglichkeiten.
Die Messe steht ausschließlich für Fachbesucher zur Verfügung und findet alle zwei Jahre in der Messe Kassel statt. Sie hat ihren Ursprung als Begleitveranstaltung einer Verbandstagung in Oberaula, wechselte danach als Zeltstadt nach Naunhof, um anschließend bis 2004 in Leipzig stattzufinden. Mit dem Umzug des Verbandes von Kronberg im Taunus nach Kassel wurde auch die Messe in diesen Ort verlegt. 2011 nahmen 190 Aussteller, davon 22 aus dem Ausland, an der Messe teil. Sie belegten eine Ausstellungsfläche von 14.000 m². Die Messe besuchten 2011 rund 12.000 Besucher. 2013 waren es rund 11.000 Besucher aus 40 Ländern, die neben der nunmehr 19.500 m² großen Messe mit 243 Ausstellern auch eine Sonderausstellung EUROTOI von Herstellern mobiler Toiletten und Toilettenwagen besuchen konnten.
In 2025 besuchten 20.600 Fachbesucher die RO-KA-TECH. 382 Aussteller aus 23 Ländern waren auf 33.000 m² Ausstellungsfläche vertreten.
Veranstalter der Messe ist der Verband der Rohr- und Kanal-Technik-Unternehmen e. V.